# Бычки в томатном соусе

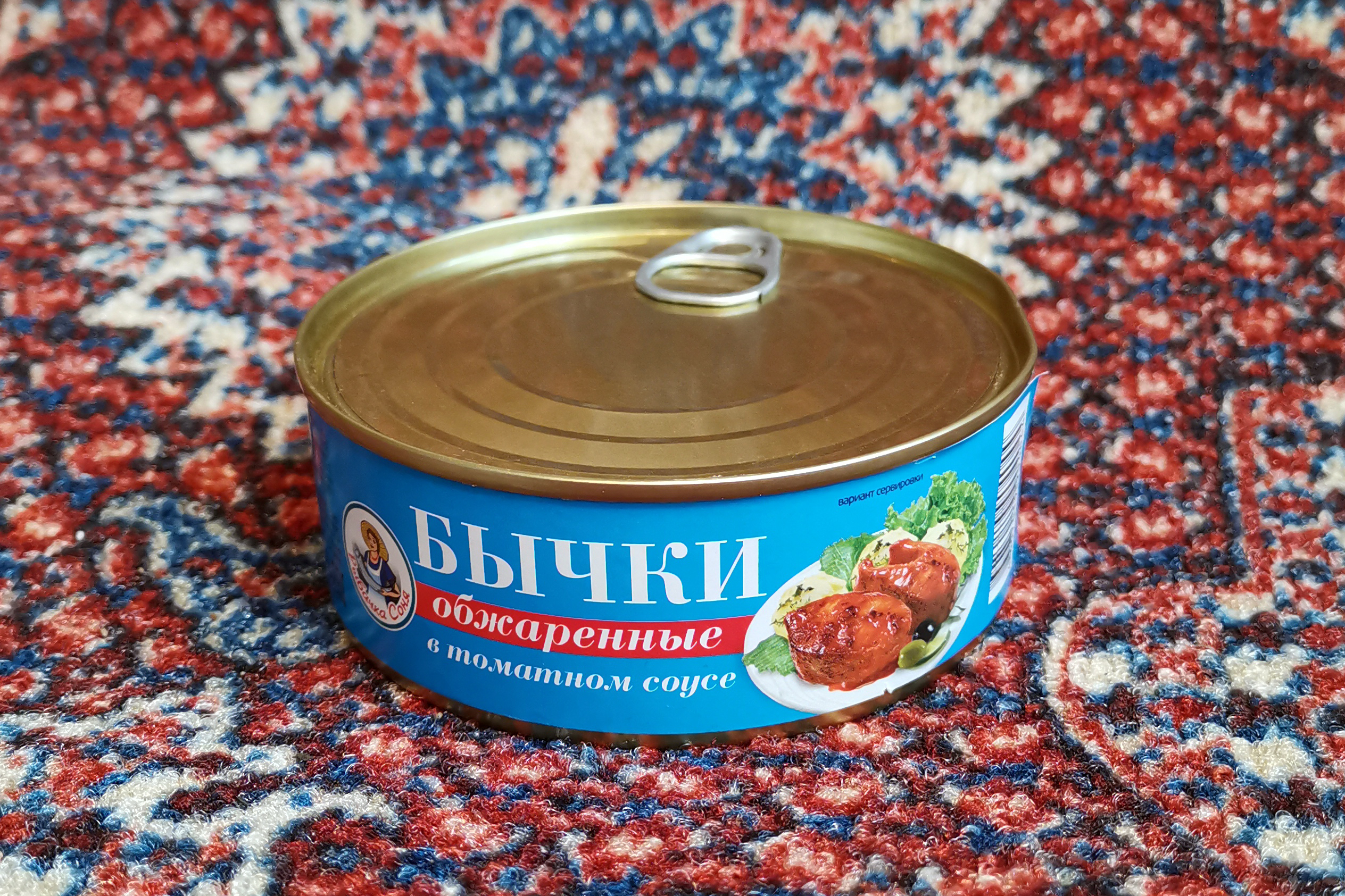
Бычки в томатном соусе

Бычки в томатном соусе, бычки в томате — один из наиболее массовых видов закусочных рыбных консервов в СССР. Производились на консервных заводах Азовского и Чёрного морей. Выпускались как в жестяных, так и в стеклянных банках ёмкостью от 235 мл до 515 мл.
Ввиду мелких размеров бычков, тонкости и слабости чешуи и плавников их при разделке не удаляют, и в обжаренной рыбке они незаметны. Обжаренные бычки укладывали в консервные банки целыми тушками. Томатный соус должен иметь приятный сладковато-кисловатый вкус. В его состав помимо томатной пасты входили растительное масло, жареный лук, уксус, соль, сахар, лавровый лист и другие пряности. Доли рыбы и залитого томатного соуса в консервной банке одинаковы. Нормальная консистенция и хороший вкус консервов обусловлены хорошей впитываемостью соуса мясом рыбы. Как и другие рыбные консервы в томатном соусе, бычки также являются полуфабрикатом для приготовления первых и вторых блюд: из них, например, готовят рыбный суп или даже борщ.
Банку консервированных бычков в томате прихватил с собой в музей герой знаменитого в своё время юмористического монолога «В Греческом зале», написанного М. М. Жванецким для А. И. Райкина.